# Lista över tamgåsraser

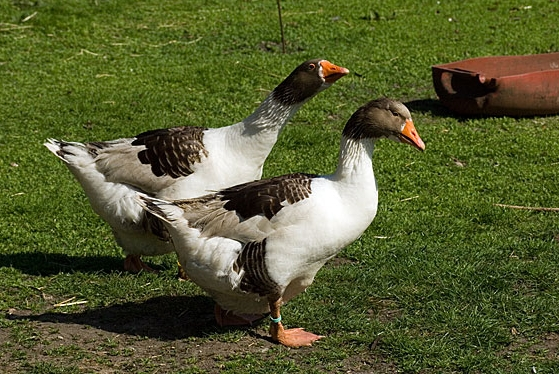
Dansk lantgås

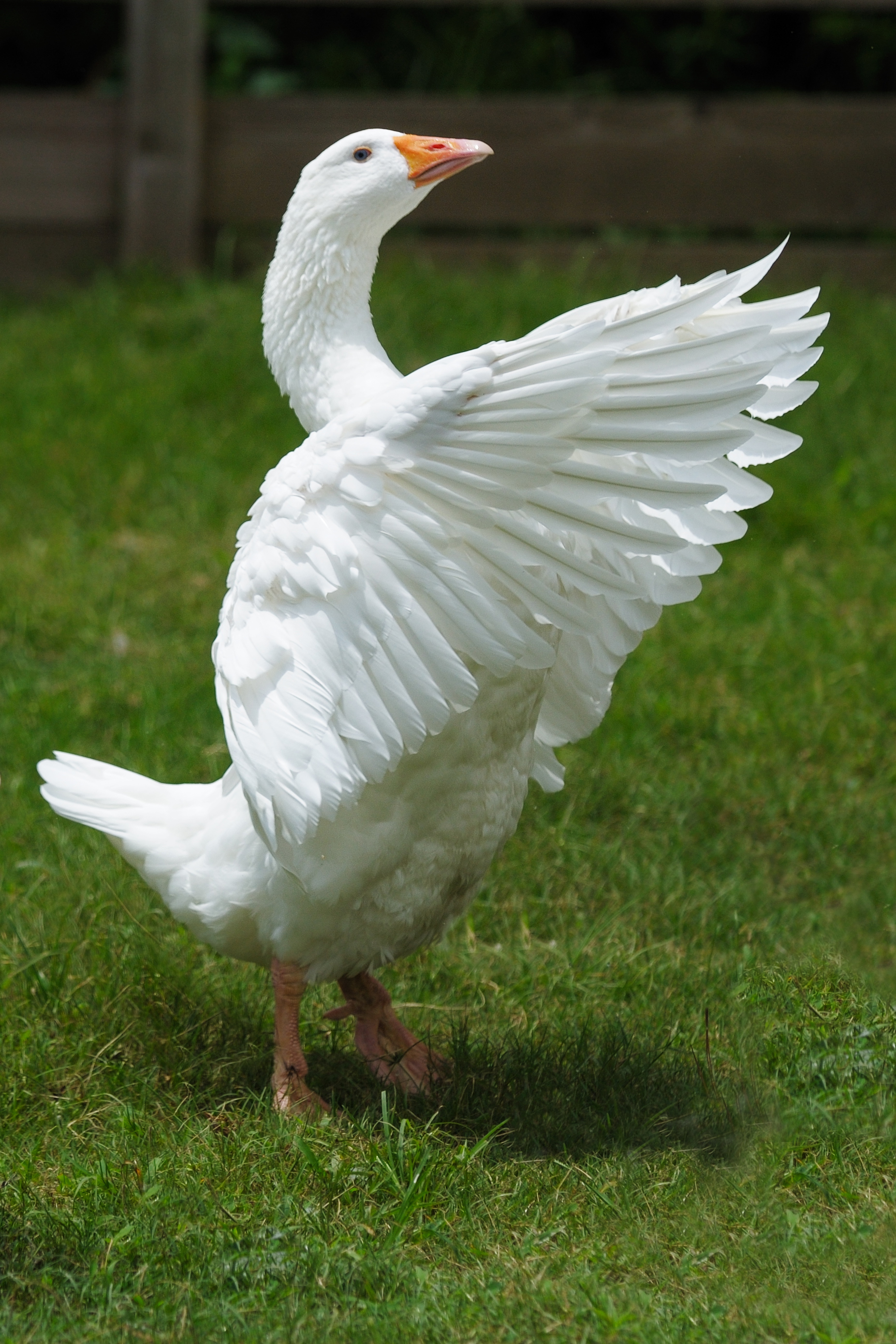
Emdengås - blir världens största tamgås

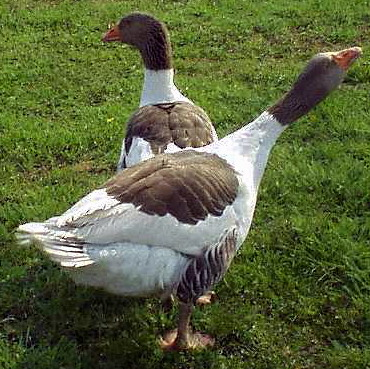
Pommersk gås

Tamgås är den domesticerade formen av gäss och finns över stora delar av världen med följande raser:

## Skandinaviska tamgäss
- Dansk lantgås
- Färöisk gås
- Norsk vit gås
- Ölandsgås
- Shetlandsgås
- Skånegås
- Smålensgås
- Gotlandsgås (utdöd)

## Tyska tamgäss

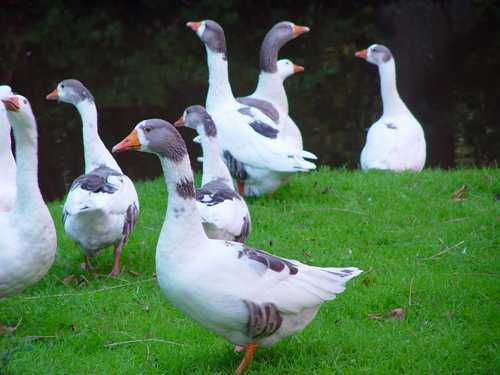
Twentse lantgås

- Bayersk lantgås
- Cellergås
- Diepholzergås
- Emdengås
- Frankisk lantgås
- Leinegås
- Lippegås
- Pommersk gås
- Rhenishgås (utdöd)
- Steinbacher kampgås
- Tysk värpgås

## Nederländska tamgäss

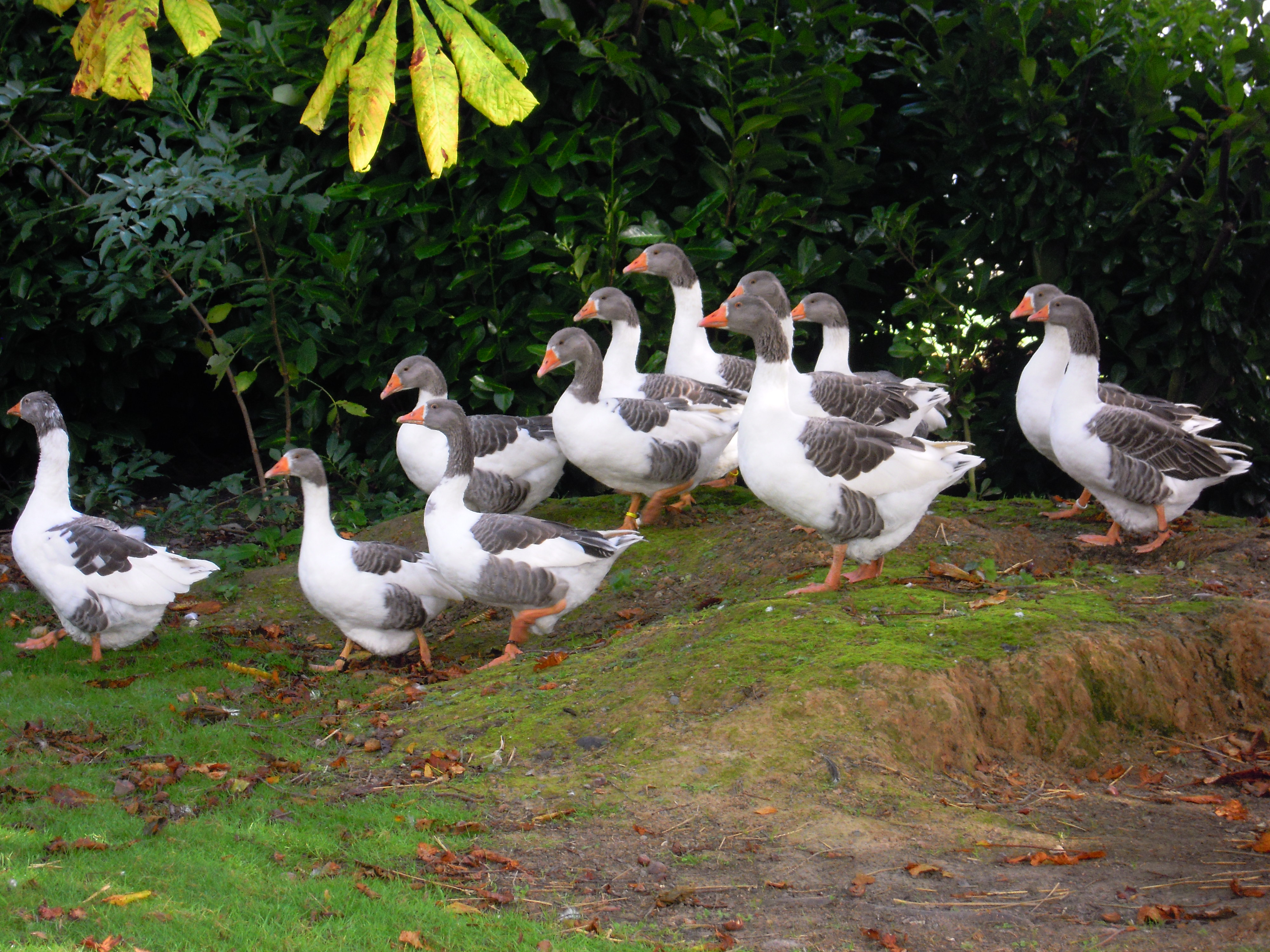
Flamländsk gås

- Twentse lantgås

## Belgiska tamgäss

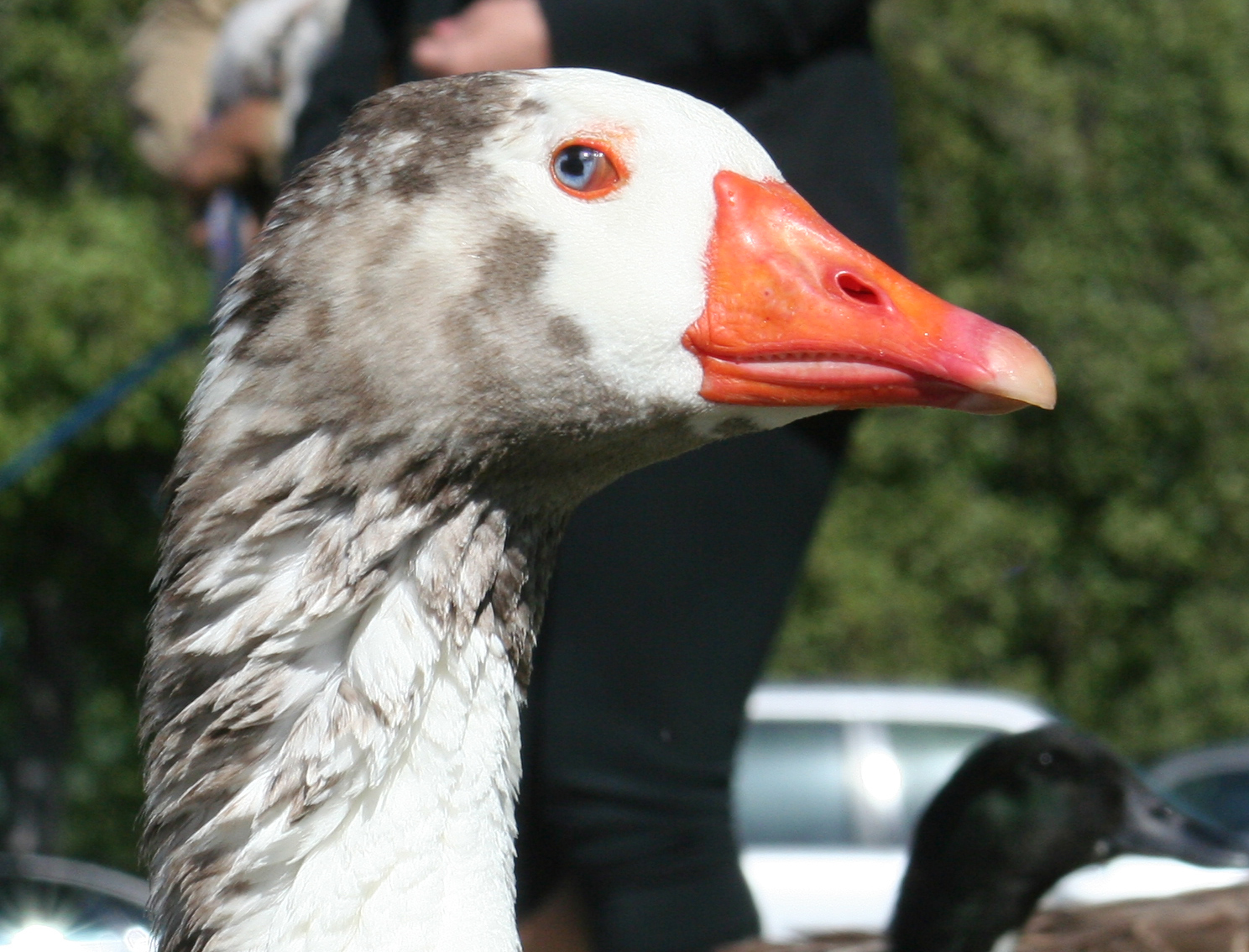
Cotton Patch gås

- Flamländsk gås

## Amerikanska tamgäss
- Amerikansk gul gås
- Cotton Patch gås
- Pilgrimsgås

## Engelska tamgäss
- Engelsk Saddlebackgås
- Brecon gul gås
- Västra Englands gås

## Franska tamgäss
- Alsacegås
- Bourgognesk gås
- Landesgås
- Normandgås
- Poitevinsk gås
- Poitougås
- Toulousegås
- Tourainegås

## Italienska tamgäss
- Italiensk gås
- Lomellinagås
- Padovanagås
- Venetiansk gås

## Spanska tamgäss
- Baskiensgås
- Empordagås

## Litauiska tamgäss
- Vishtinegås

## Österrikiska tamgäss
- Österrikisk lantgås

## Serbiska / kroatiska tamgäss
- Dravagås

## Ukrainska / rumänska / ungerska tamgäss
- Frisserad gås

## Bulgariska tamgäss
- Benkovgås gås

## Georgiska tamgäss
- Javakhetigås

## Ryska tamgäss
- Cholmogorskgås
- Tula kampgås
- Ural gås

## Slovakiska tamgäss
- Slovakisk vit gås
- Suchovygås

## Tjeckiska tamgäss

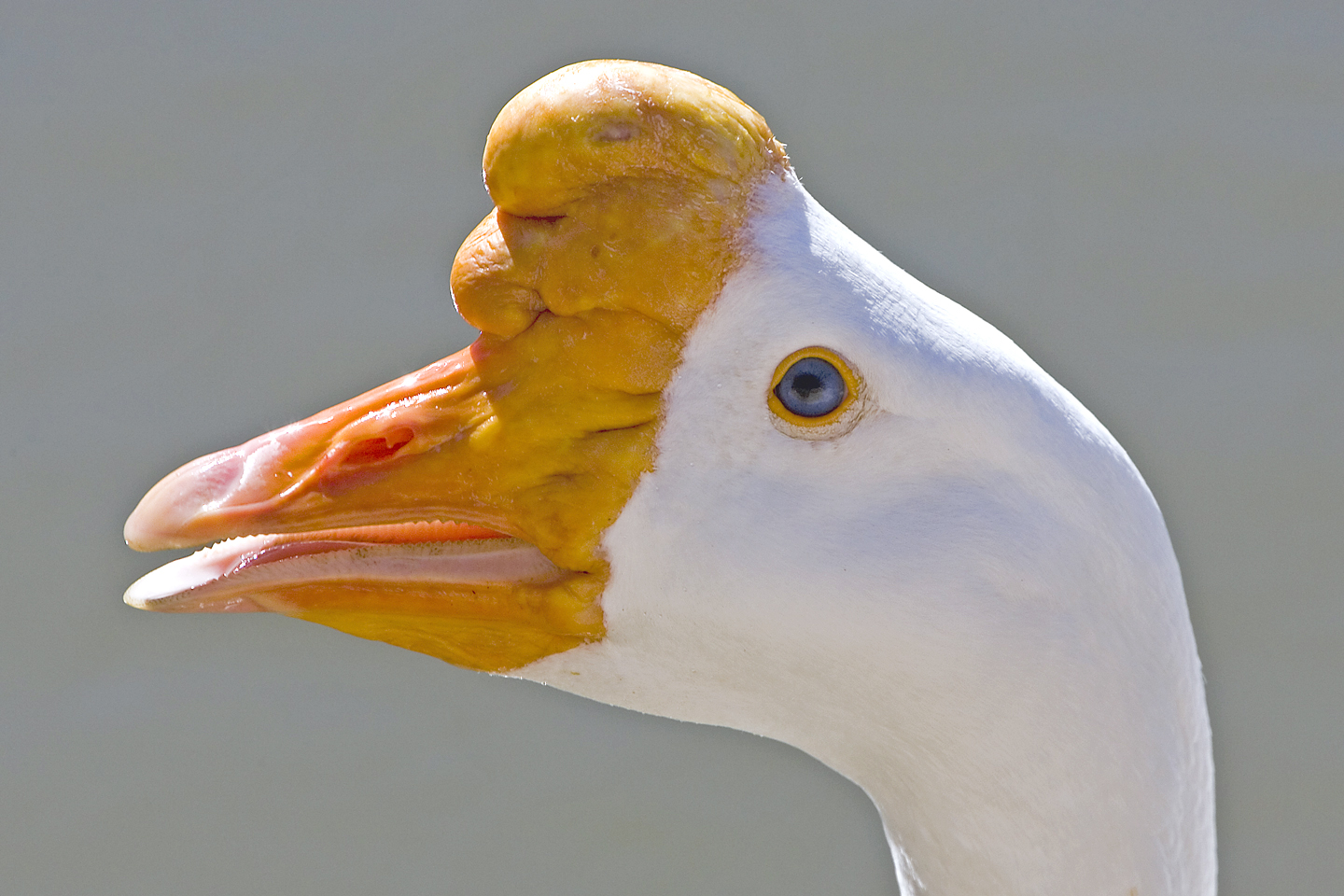
Kinesisk vit knölgås

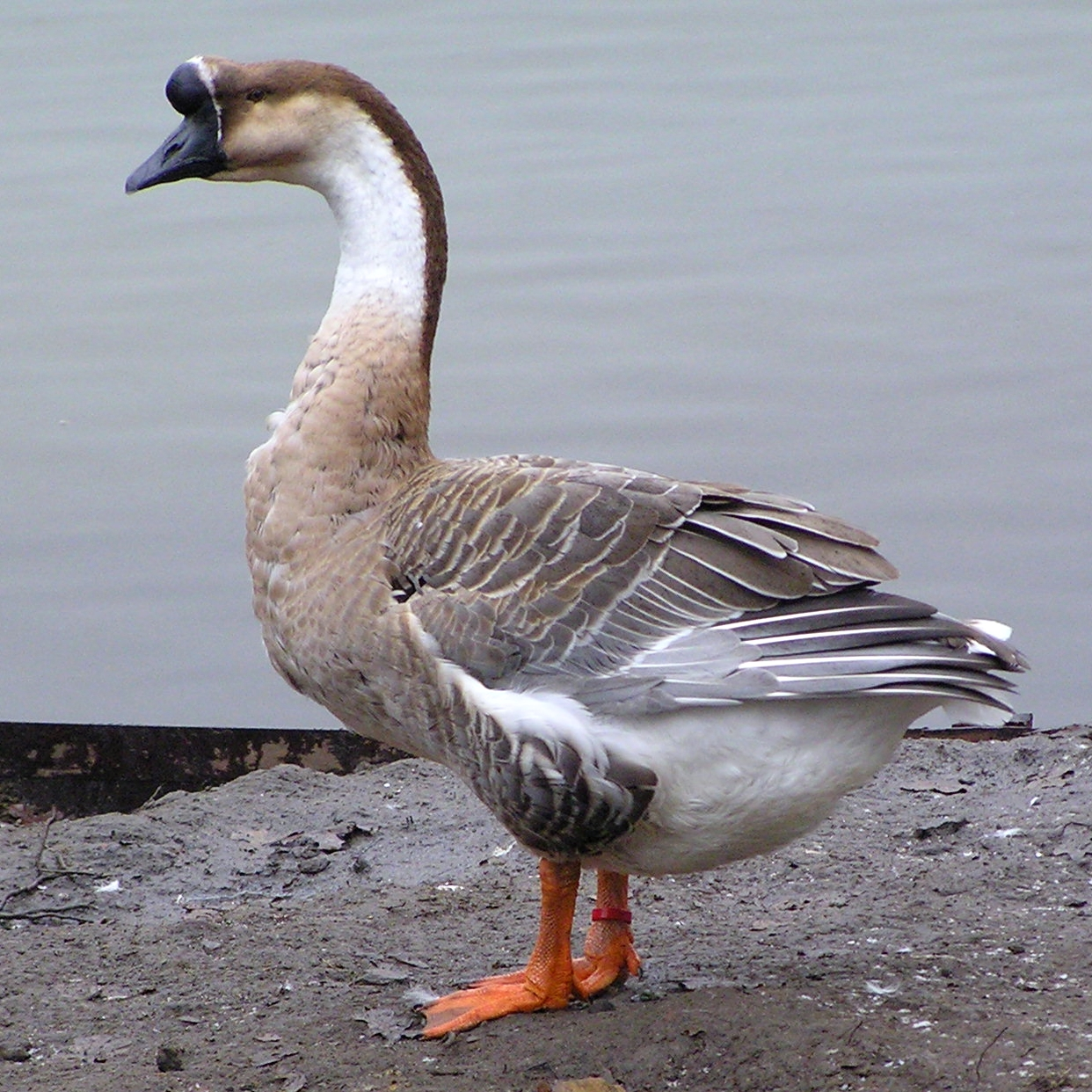
Kinesisk brun knölgås

- Tjeckisk gås

## Kinesiska tamgäss
- Baizigås
- Fengcheng grågås
- Ganggås
- Guangfeng vit gås
- Huoyangås
- Changlegås
- Kinesisk knölgås
- Lianhua vit gås
- Lingxian vit gås
- Maganggås
- Minbei vit gås
- Shitougås
- Sichuanesisk vit gås
- Taihugås
- Wanxi vit gås
- Wugang koppargås
- Wuzonggås
- Xingguo grågås
- Xupugås
- Yangås
- Yangjianggås
- Yiligås
- Yongkang grågås
- Youjiaggås
- Zhedong vit gås
- Zhijin vit gås
- Zigås

## Vietnamesiska tamgäss
- Cogås